# Wer weiß, wie nahe mir mein Ende? BWV 27
Wer weiß, wie nahe mir mein Ende? (BWV 27) ist eine Kirchen-Kantate von Johann Sebastian Bach. Er komponierte sie 1726 in Leipzig für den 16. Sonntag nach Trinitatis und führte sie am 6. Oktober 1726 erstmals auf.

## Geschichte und Worte
Bach komponierte die Kantate in seinem vierten Amtsjahr in Leipzig für den 16. Sonntag nach Trinitatis. Die vorgeschriebenen Lesungen für den Sonntag waren Eph 3,13–21 , „Paulus betet für die Stärkung des Glaubens der Gemeinde in Ephesus“, und Lk 7,11–17 , die Erweckung des Jünglings von Nain. Zu Bachs Zeit verwies das Evangelium auf die Erweckung der Toten allgemein, verbunden mit einer Sehnsucht nach dem Tod. Der unbekannte Textdichter bezog im Eingangssatz die erste Strophe des Liedes „Wer weiß, wie nahe mir mein Ende?“ von Aemilie Juliane von Schwarzburg-Rudolstadt ein, das auf die Melodie von „Wer nur den lieben Gott läßt walten“ gesungen wird. Bach verwendete als Schlusschoral die erste Strophe von „Welt ade! ich bin dein müde“ von Johann Georg Albini und übernahm den Satz von Johann Rosenmüller. Er führte die Kantate am 6. Oktober 1726 erstmals auf.

## Besetzung und Aufbau
Die Kantate ist besetzt mit vier Solisten, Sopran, Alt, Tenor und Bass, vier- bzw. fünfstimmigem Chor, Horn, drei Oboen, Oboe da caccia, obligater Orgel, zwei Violinen, Viola und Basso continuo.
1. [Choral & Recitativo] (SATB, Soprano, Alto, Tenore): Wer weiß, wie nahe mir mein Ende? – Das weiß der liebe Gott allein
2. Recit[ativo] (Tenore): Mein Leben hat kein ander Ziel
3. Aria (Alto): Willkommen! will ich sagen (mit obligter Orgel)
4. Recit[ativo] (Soprano): Ach, wer doch schon im Himmel wär
5. Aria (Basso): Gute Nacht, du Weltgetümmel
6. Choral (SSATB): Welt, ade! ich bin dein müde

## Einspielungen
- J.S. Bach: Kantaten 18 · 152, Jürgen Jürgens, Monteverdi-Chor, Leonhardt-Consort, Rotraud Hansmann, Helen Watts, Kurt Equiluz, Max van Egmond, Telefunken 1966
- Bach Kantaten, Vol. 1: BWV 190a, BWV 84, BWV 89, BWV 27, Diethard Hellmann, Bachchor Mainz, Bachorchester Mainz, Ursula Buckel, Marie-Luise Gilles, Kurt Huber, Hartmut Ochs, DdM-Records Mitterteich late 1960s?
- J.S. Bach: Das Kantatenwerk · Complete Cantatas · Les Cantates, Folge / Vol. 7 - BWV 24-27, Nikolaus Harnoncourt, Wiener Sängerknaben, Chorus Viennensis, Concentus Musicus Wien, Solist der Wiener Sängerknaben, Paul Esswood, Kurt Equiluz, Siegmund Nimsgern, Teldec 1973
- Bach Cantatas Vol. 4 – Sundays after Trinity I, Karl Richter, Münchener Bach-Chor, Münchener Bach-Orchester, Edith Mathis, Julia Hamari, Peter Schreier, Dietrich Fischer-Dieskau, Archiv Produktion 1977
- Die Bach Kantate Vol. 51, Helmuth Rilling, Gächinger Kantorei, Bach-Collegium Stuttgart, Edith Wiens, Gabriele Schreckenbach, Lutz-Michael Harder, Walter Heldwein, Hänssler 1982
- J.S. Bach: Cantatas Nos. 27, 34 & 41, Gustav Leonhardt, Tölzer Knabenchor, Baroque Orchestra, Solisten des Tölzer Knabenchor, Markus Schäfer, Harry van der Kamp, Sony Classical 1995
- Bach Edition Vol. 11 – Cantatas Vol. 5, Pieter Jan Leusink, Holland Boys Choir, Netherlands Bach Collegium, Marjon Strijk, Sytse Buwalda, Knut Schoch, Bas Ramselaar, Brilliant Classics 1999
- Bach Cantatas Vol. 8: Bremen/Santiago, John Eliot Gardiner, Monteverdi Choir, English Baroque Soloists, Katharine Fuge, Robin Tyson, Mark Padmore, Thomas Guthrie, Soli Deo Gloria 2000
- J.S. Bach: Complete Cantatas Vol. 16, Ton Koopman, Amsterdam Baroque Orchestra & Choir, Johannette Zomer, Annette Markert, James Gilchrist, Klaus Mertens, Antoine Marchand 2000
- J.S. Bach: Christus, der ist mein Leben - Cantates BWV 27, 84, 95 & 161, Philippe Herreweghe, Collegium Vocale Gent, Dorothee Mields, Matthew White, Hans Jörg Mammel, Thomas E. Bauer, Harmonia Mundi France 2007
- J.S. Bach: Cantatas for the Complete Liturgical Year Vol. 12: Warum betrübst du dich, mein Herz – Cantatas BWV 138 · 27 · 47 · 96, Sigiswald Kuijken, La Petite Bande, Gerlinde Sämann, Petra Noskaiová, Christoph Genz, Jan van der Crabben, Accent 2009